# Baie du Naufrage
La plage de Navágio (en grec moderne : Ναυάγιο), également appelée baie du Naufrage ou baie des Contrebandiers, est une baie isolée de l'ouest de l'île de Zante, en Grèce. Elle est notable pour sa plage de sable fin, les hautes falaises qui l'entourent et son épave de navire, le Panagiótis (en), qui en font un lieu prisé des touristes.
Le navire, parti d'Albanie pour rejoindre Le Pirée, rencontra des conditions météorologiques difficiles et s'échoua en octobre 1980 dans la baie d'Ágios Geórgios.
Le lieu fut désigné en 2018 « meilleure plage du monde » par un jury de 1 200 acteurs du tourisme. Cette baie est également un des lieux de tournage de la série sud-coréenne Descendants of the Sun.
La zone, qui présente un écosystème fragile, est une source de conflits entre l'Église de Grèce, les acteurs publics et des propriétaires privés.

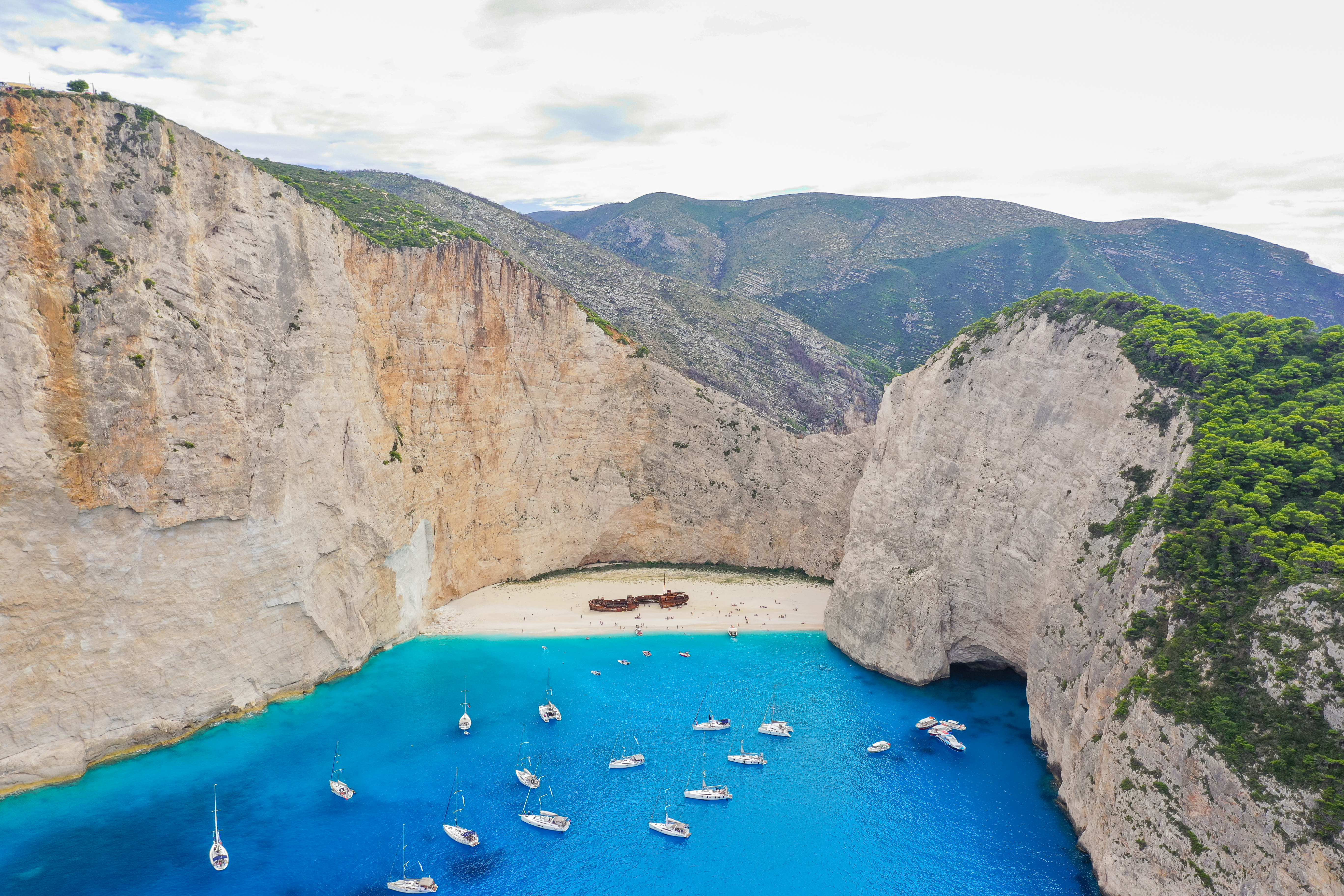
Vue aérienne de la baie depuis le nord-ouest.
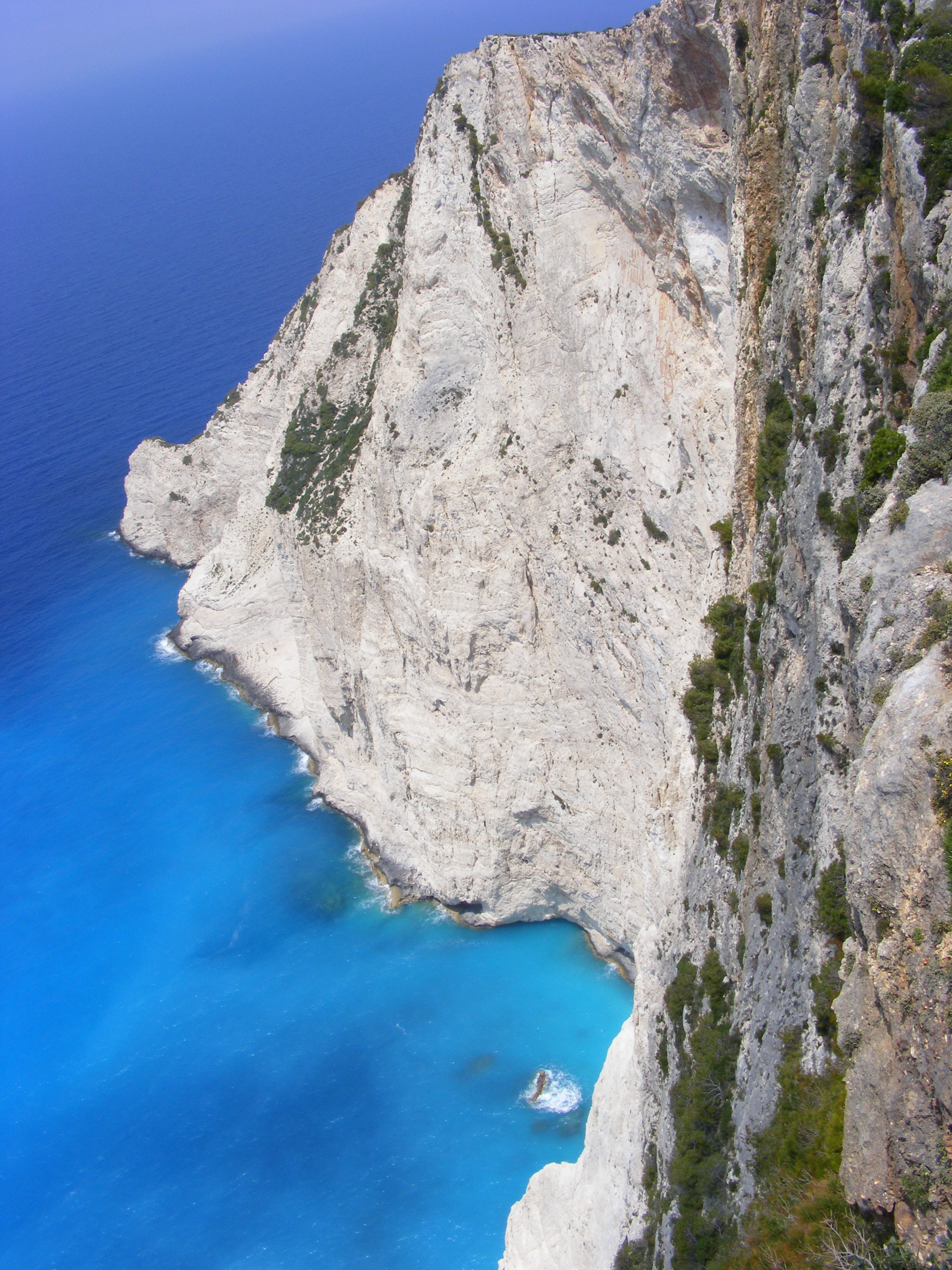
Falaises du nord de la baie.
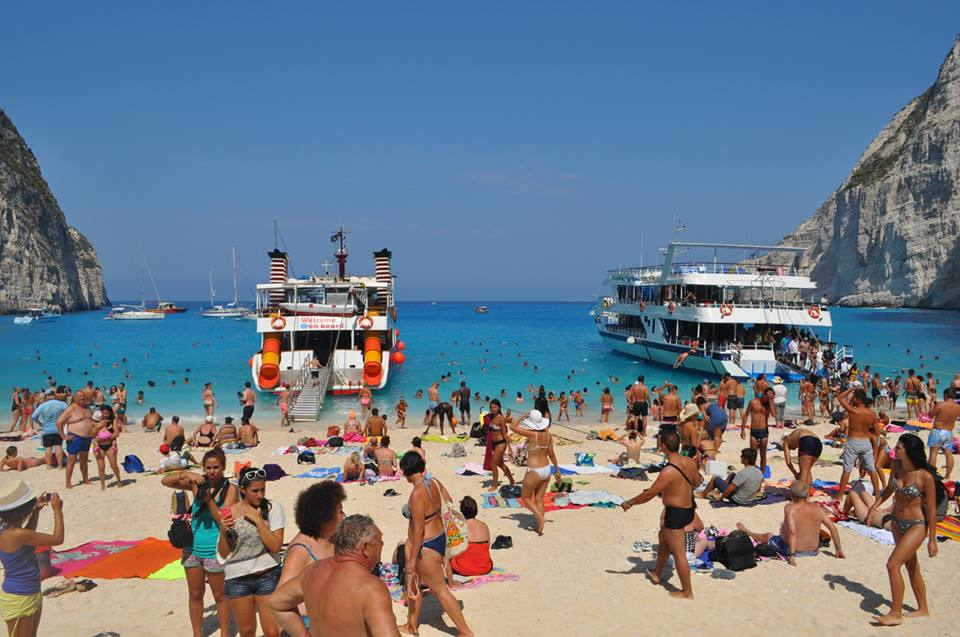
Fréquentation touristique estivale.
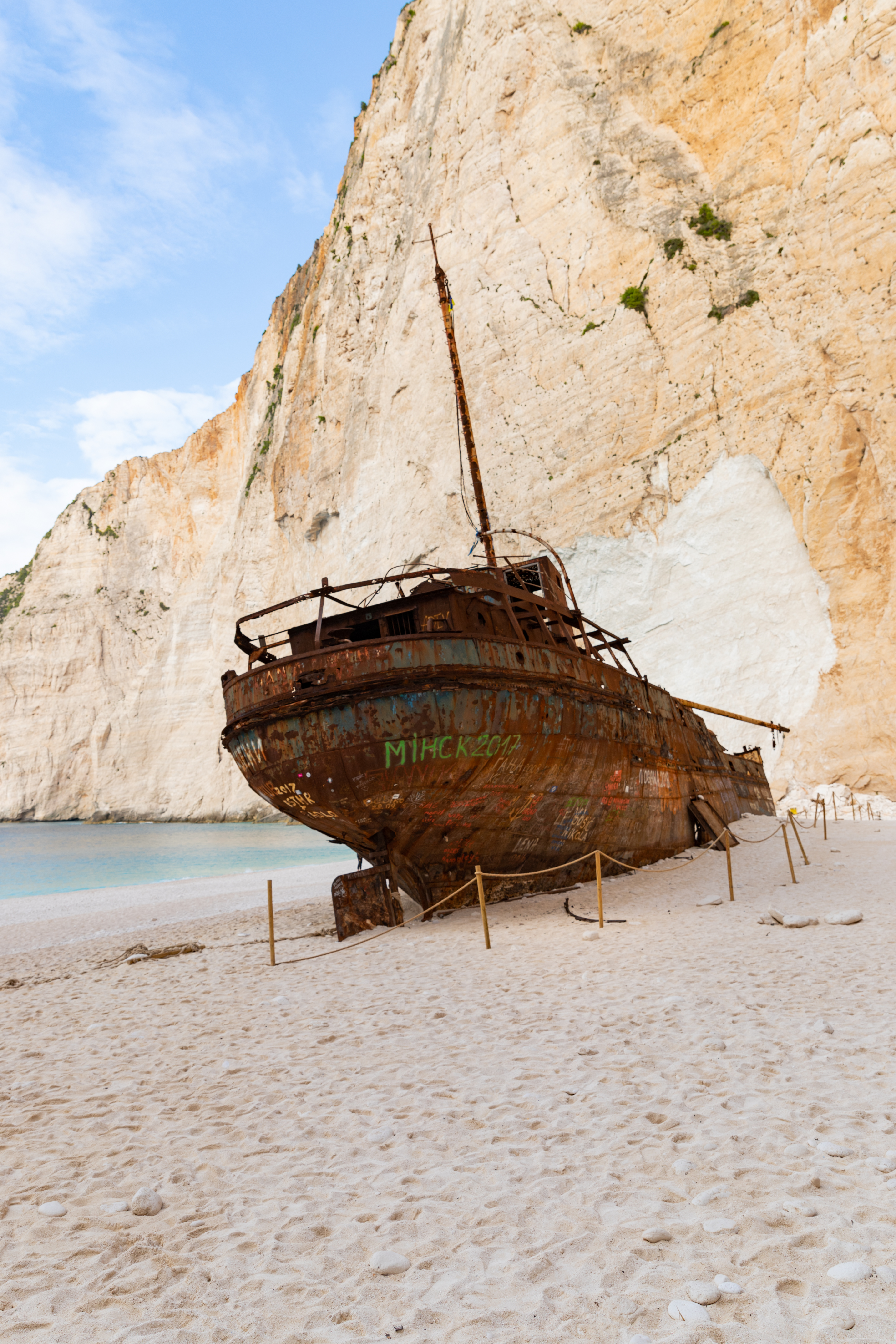
L'épave du Panagiótis.